# Deutsche Gesellschaft für Gastroenterologie, Verdauungs- und Stoffwechselkrankheiten
Die Deutsche Gesellschaft für Gastroenterologie, Verdauungs- und Stoffwechselkrankheiten (DGVS) ist die wissenschaftliche Fachgesellschaft der deutschen Gastroenterologen. Sitz der DGVS ist Hamburg, Präsident der Gesellschaft ist Heiner Wedemeyer.

## Geschichte
Die DGVS wurde im Jahr 1913 von Ismar Isidor Boas als „Gesellschaft für Gastroenterologie“ zur Erforschung der Verdauungsorgane gegründet. In den USA gab es bereits 1897 die American Gastroenterological Association und in Japan die 1902 gegründete Japanische Gesellschaft für Gastroenterologie.
Der erste Vorstand bestand aus Carl Anton Ewald (1. Vorsitzender), Adolf Schmidt (2. Vorsitzender), Ismar Isidor Boas, Hugo Starck und Curt Pariser. Daneben waren ein beratender Ausschuss und ein Schriftführer vorgesehen. Die neue Vereinigung verstand sich als übernational und interdisziplinär. Tagungsorte waren zum Beispiel Amsterdam und Budapest, auch wurden Pharmakologen, Pathologen und Chirurgen in die Arbeit mit einbezogen. Den Namenszusatz „Deutsch“ erhielt die Gesellschaft dagegen erst nach ihrer 14. Tagung 1938. Die erste Tagung über Verdauungs- und Stoffwechselkrankheiten fand im April 1914 in Bad Homburg vor der Höhe statt. 1932/33 galten 25 % der 480 Mitglieder unabhängig von ihrer Religionszugehörigkeit als nicht-arisch.
Seit September 2021 präsentiert die DGVS mit der Initiative „Gegen das Vergessen“ die medizinischen Leistungen ihrer Mitglieder, die nach Beginn der NS-Diktatur aus rassistischen Gründen aus der Fachgesellschaft ausgeschlossen, entrechtet, verfolgt, zur Flucht gezwungen oder in Konzentrationslager deportiert wurden.
Heute vereint die Fachgesellschaft mehr als 7000 Ärzte und Wissenschaftler aus der Gastroenterologie unter einem Dach.

## Ziele und Aufgaben
Die DGVS fördert wissenschaftliche Forschungsarbeit und die Entwicklung von Standards in der Diagnostik und Therapie von gastroenterologischen Erkrankungen. Zudem widmet sie sich der Unterstützung des Nachwuchses und der Pflege von internationalen Beziehungen auf dem Fachgebiet. Einen weiteren Schwerpunkt bildet die Weiter- und Fortbildung von Ärzten in Klinik und Praxis.

## Leitlinien zur Behandlung
Die Gesellschaft entwickelt zu Themen ihres Fachgebiets medizinische Leitlinien, die im Rahmen des AWMF-Leitlinienprogramms veröffentlicht werden.

## Institutionelle Zusammenarbeit
Die DGVS ist kooptiertes Mitglied im Beirat der Deutschen Gesellschaft für Endoskopie und Bildgebende Verfahren und seit 1978 Mitglied der Arbeitsgemeinschaft der Wissenschaftlichen Medizinischen Fachgesellschaften e. V. (AWMF). Zudem besteht eine Zusammenarbeit mit:
- Deutsche Allianz Nichtübertragbare Krankheiten
- Deutsche Gesellschaft für Innere Medizin e. V. (DGIM)
- United European Gastroenterology

## Preise und Ehrungen

### Thannhauser-Medaille
Seit 1969 verleiht die DGVS die Thannhauser-Medaille für wissenschaftliche Leistungen, benannt nach dem zur Emigration gezwungenen Internisten Siegfried Josef Thannhauser, von 1930 bis 1934 Direktor der Medizinischen Klinik der Albert-Ludwigs-Universität Freiburg.
Preisträger
- 1969: Artturi Ilmari Virtanen, Helsinki
- 1972: Norbert Henning, Erlangen
- 1974: Martin Gülzow, Rostock
- 1976: Heinrich Bartelheimer, Hamburg
- 1978: Franz J. Ingelfinger, Boston
- 1980: Sheila Sherlock, London
- 1982: Gustav Adolf Martini, Marburg
- 1984: Hans Adolf Kühn, Freiburg
- 1986: Ludwig Demling, Erlangen
- 1988: Heribert Thaler, Wien
- 1990: Henri Sarles, Marseille
- 1992: Wolfgang Gerok, Freiburg
- 1994: Werner Creutzfeldt, Göttingen
- 1996: Alan Frederick Hofmann, San Diego
- 1998: Georg Strohmeyer, Düsseldorf
- 2000: Gustav Paumgartner, München
- 2002: Ernst-Otto Riecken, Berlin
- 2004: Christian Herfarth, Heidelberg
- 2006: Meinhard Classen, München
- 2008: Karl-Hermann Meyer zum Büschenfelde, Berlin
- 2010: Hermann Brenner, Heidelberg
- 2012: Eugene Pasquale DiMagno, Rochester
- 2013: Gregory J. Gores, Rochester
- 2014: Massimo G. Colombo, Mailand
- 2016: Werner Wilhelm Franke, Heidelberg
- 2018: Wolff Schmiegel, Hamburg
- 2021: Barbara Rehermann, Bethesda, USA